# 산타 트리니타 다리
산타 트리니타 다리(Ponte Santa Trinita, 이탈리아어로 '삼위일체 다리'를 뜻하며, 인접한 지역의 성당의 명칭에서 명명)는 아르노강을 가로지르고 있는 이탈리아 피렌체에 위치한 다리이다. 산타 트리니타 다리는 세계에서 가장 오래된 타원형 홍예교이며, 평평한 모양의 납작한 아치 3개가 특징이다. 바깥 쪽의 경간은 29 m (95 ft)이고 중앙부의 경간은 32 m (105 ft)이다. 인접한 곳에 위치한 다리에는 동쪽의 베키오 다리, 서쪽의 카라이아 다리 등 두 개가 있다.

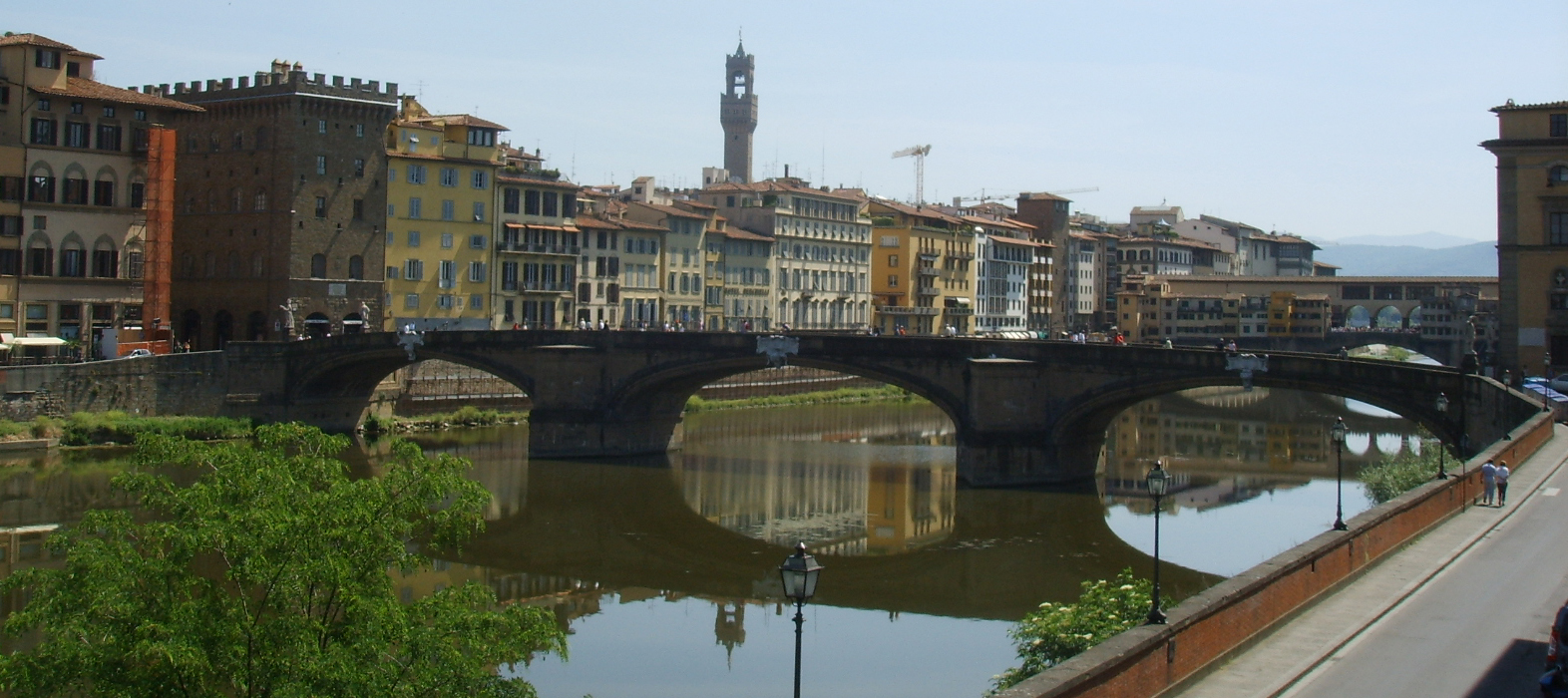
산타 트리니타 다리

1567년에서 1569년에 걸쳐 피렌체의 건축가 바르톨로메오 암만나티가 지었다. 베키오 다리의 하류 지점에 위치한 이곳은 중세 피렌체의 도로 구획에 있어 중요한 연결 지점이며, 13세기 이래로 이 지역에 다리가 놓여 있었다. 1252년에 지어진 목제 다리는 8년 뒤에 범람으로 휩쓸려 가 버렸고 석재로 다시 지어졌다. 이번 구조물은 다시 1333년에 범람으로 파괴되고 말았다. 타데오 가디가 설계하여, 다섯 개 아치로 재건된 이번 다리 역시도 1557년 범람으로 파괴되고 말았는데, 이에 따라 암만나티의 건축물이 들어섰다. 4계절을 상징하는 장식용 조각상들이 코시모 2세 데 메디치와 오스트리아의 마리아 마그달레나의 결혼을 기념하며 1608년 다리에 추가되었으며 봄은 피에트로 프란카빌라가, 여름과 가을은 조반니 카키니가, 겨울은 타데오 란디니가 맡았다.

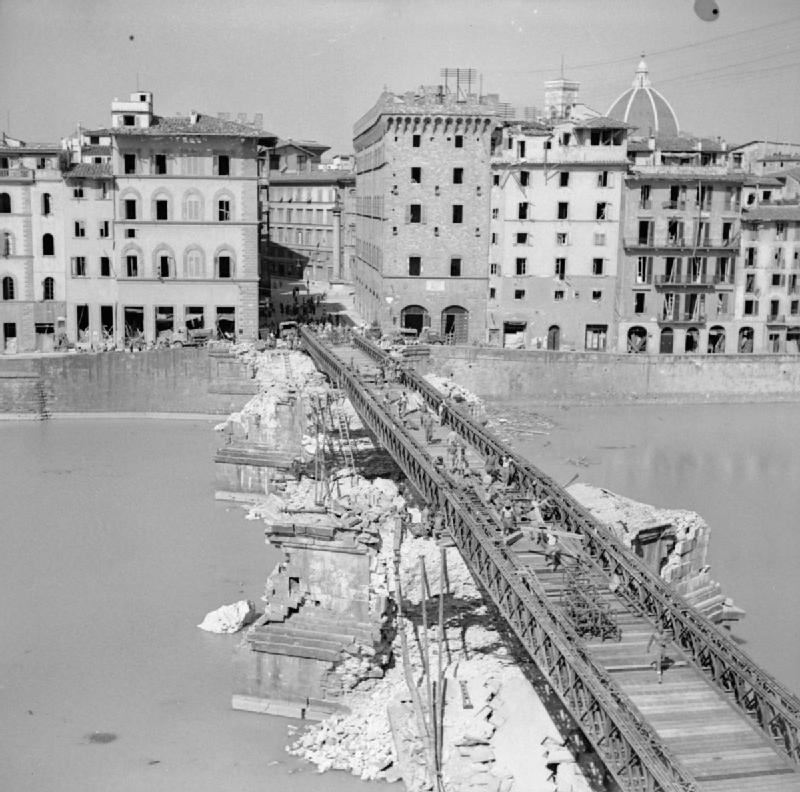
산타트리니타 다리의 교각에 지어진 베일리교

1944년 8월 3일과 4일 사이 밤에, 산타 트리니타 다리는 영국의 제8군이 진군해오자 퇴각하던 독일군에 의해 파괴되었다. 이를 대신해 베일리교가 임시 사용 목적으로 영국 왕립 공병대에 의해 건설됐다. 산타 트리니타 다리는 피렌체의 공문서를 확인해 본 건축가 리카르도 기츠둘리히 그리고 공학자 에밀리오 브리치의 감독 하에 아르노강에서 건져 올린 석재나 보볼리 정원의 채석장에서 가져온 석재로 재건되었다. '프리마베라' (봄)의 사라진 머리 부분이 1961년 10월 아르노강의 바닥에서 발견됐다.

## 같이 보기
- 산타 트리니타 성당
- 스피니 페로니 궁전
- 산타 트리니타 광장